# Merengue (género musical)
El merengue es un género musical bailable originado en la República Dominicana a finales del siglo XIX. Es muy popular en todo el continente americano, donde es considerado, junto con la salsa, como uno de los grandes géneros musicales bailables que identifican al hispanoamericano.
En sus orígenes, el merengue dominicano era interpretado con instrumentos de cuerda (bandurria y/o guitarra). Años más tarde, los instrumentos de cuerda fueron sustituidos por el acordeón, conformándose así, junto con la güira y la tambora, la estructura instrumental del conjunto del merengue típico. Este conjunto, con sus tres instrumentos, representa la sinfonía de las tres culturas que conformaron la idiosincrasia de la cultura dominicana. La influencia europea viene a estar representada por el acordeón, la africana por la tambora dominicana, que es un tambor de dos parches, y la taína o aborigen por la güira. 
Aunque en algunas zonas de la República Dominicana, en especial en el Cibao y en la subregión Noroeste, hay todavía conjuntos típicos con características similares a aquellos pioneros, este ritmo fue evolucionando durante todo el siglo XX. Primero, con la introducción de nuevos instrumentos. 
La evolución del merengue de letra decente para amenizar una de sus fiestas. A partir de entonces, se diseminó muy rápidamente por todo el país. En 1875 el presidente Ulises Francisco Espaillat (conocido por sus escritos contra el merengue) inició una campaña contra el merengue por sus bailes y letras explícitas, pero fue totalmente inútil, pues ya el baile se había adueñado del Cibao, donde se hizo fuerte a tal punto que se asocia hoy a esta región como la cuna del merengue.
Como fueron músicos cultos los que fijaron la manera musical del nuevo merengue, los músicos populares trataron de imitar y seguir este modelo, mientras que el hombre de campo continuó tocando el merengue en su manera original. Esto dio origen a dos tipos de merengue: el merengue folclórico o típico, que aún se encuentra en los campos, y el merengue de salón, propio de los centros urbanos. De esta manera, desplazó a algunos otros bailes típicos como la tumba, que requería gran esfuerzo físico y mental, mientras que la coreografía del merengue, en la que el hombre y la mujer no se sueltan nunca, era bastante simple, aunque poco a poco fueron desarrollándose muchas diversas figuras para este baile de salón con las personas. Hoy en día existe un gran repertorio de este género musical en el cual se ha destacado el llamado "merengue callejero".

## Primer estilo del merengue

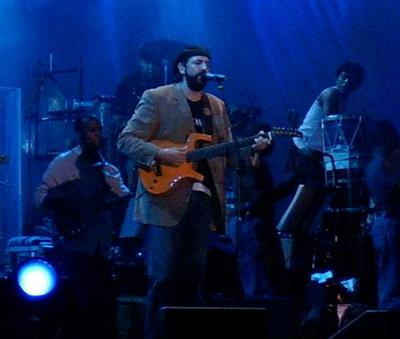
Juan Luis Guerra en un concierto en Madrid, España (julio de 2005)

El merengue de cuerdas (guitarra, acordeón, güira y tambora) es la primera manifestación del ritmo, en su fase primitiva, pero con la llegada del acordeón por la costa norte desde Alemania, este instrumento novedoso entonces y de mayor sonoridad que la guitarra, poco a poco la sustituiría, dando paso al formato que, en la zona norte, adquiriría el nombre de "Perico Ripiao", el cual hasta hoy en día, es el merengue más típico. Dicho nombre surge en un lugar de Santiago (capital del Cibao, al norte de la isla), donde pernoctaban los campesinos que se trasladaban a la ciudad a vender sus productos, llamado "El Hospedaje". Allí existían centros de diversión donde fundamentalmente se presentaban los grupos que ejecutaban el merengue de acordeón. Entre estos centros el más popular era uno llamado "Perico Ripiao". De esta manera, estos grupos adquirieron el nombre de "Perico Ripiao". El Perico Ripiao (también es conocido como el merengue típico) fue una de las primeras formas de merengue y su origen está en los campos del Cibao y la Línea Noroeste, se toca con güira, tambora y acordeón. Los cantos del Perico Ripiao son diferentes al merengue de orquesta o de banda. Los versos simples con frases poéticas toman a veces forma de décimas o de cuartetas, donde los versos tercero y cuarto son repetidos, pero en orden inverso (el verso tercero se convierte en sexto y el cuarto en quinto; ABCDDC). El Perico Ripiao tiene un ritmo rápido y es mucho más popular en la región del Cibao (en los campos cibaeños) que en Santo Domingo, la capital dominicana.
El desarrollo musical del merengue se dio principalmente luego de ser admitido por la élite social de República Dominicana. Dicha admisión se dio fundamentalmente con la llegada al poder de un amante del ritmo, el dictador Rafael Leónidas Trujillo (Régimen establecido desde 1930 hasta 1961). Trujillo, de origen humilde y conocedor del género, empleó el merengue como parte de la estrategia de promoción de su gobierno a nivel nacional y lo convirtió en la Música Nacional obligada en los actos sociales y oficiales.
Para lograr esta introducción en las clase de la intelectualidad y poder económico, utilizó la creatividad de músicos excepcionales de la talla de Julio Alberto Hernández quien, junto a otros músicos de alta formación y conocedores del movimiento musical internacional, transformaron el merengue rural o Perico Ripiao en un merengue de salón estructurado sobre la base de una gran orquesta al estilo Big Band, pero manteniendo la base rítmica original. En este tipo de merengue se destacan las Orquestas Santa Cecilia y San José, como las principales de la época. En los años 40 y 50, el maestro dominicano Luis María Frómeta Pereira (Billo Frómeta) contribuyó a popularizar el ritmo en Venezuela y Colombia. 
Con la caída del régimen de Trujillo, llegan los procesos de influencia de la música anglosajona que ponen al merengue en la obligación de transformarse en una música más cercana a la juventud. Es cuando surgen dos jóvenes músicos inquietos, uno de academia y otro de las entrañas mismas del pueblo: Félix del Rosario y Johnny Ventura. El primero un músico militar, gran conocedor del jazz, y el otro un carismático creativo y músico innato. Ambos se encargan de hacer el merengue menos sofisticado y adaptado a lo que pedía la juventud de los años 1960. Esta es la etapa donde surge el combo: Orquesta de unos 14 músicos con un frente de bailadores y coristas. El merengue se convierte de esta manera en el baile nacional de la República Dominicana. El merengue echó sus raíces en el campo en el siglo XIX, pero ahora su popularidad se ha extendido a través de las clases sociales. Durante toda su historia, era un método para expresar opiniones sociales y políticas. El merengue usa instrumentos como la tambora, la güira, el acordeón y la guitarra. Tradicionalmente tiene dos segmentos: el paseo y el jaleo. Las estrofas que acompañan al merengue pueden ser de tipo copla, seguidilla, décima o, con menos frecuencia, pareados. La coreografía de la danza es simple y es muy popular por esta razón.
El merengue es el baile nacional de la República Dominicana. El merengue echó sus raíces en el campo en el siglo XIX, pero ahora su popularidad ha extendido al través de las clases sociales. Durante todo su historia, era un método para expresar opiniones sociales y políticas. El merengue usa instrumentos como la tambora, la güira, el acordeón y la guitarra. Tradicionalmente tiene dos segmentos: el paseo y el jaleo. Las estrofas que acompañan al merengue pueden ser de tipo copla, seguidilla, décima o, con menos frecuencia, pareados. La coreografía de la danza es simple y es muy popular por esta razón.
El merengue tradicional sobrevive en el campo y las regiones rurales. Hay variaciones del merengue que desarrollaron en las ciudades y otras zonas diferentes. El pambiche, según la leyenda, es el nombre del jaleo de merengue lento que a los marinos estadounidenses les gustaron porque no pudieron bailar el merengue rápido auténtico mientras estaban estacionando el país. El merengue cibaeño, del región Cibao, usa el acordeón para reemplazar la guitarra que se oye en el merengue del región sudeste del país. El perico ripiao o el merengue típico es el nombre que los ricos le dan al merengue rural tradicional. Se usa el nombre "merengue" para significar el merengue urbano o el merengue de salón que las orquestas tocan.
Una de las personas más importantes en el desarrollo del merengue fue el dictador Rafael Leónidas Trujillo. Antes del reinado de Trujillo, el merengue fue asociado con las personas del campo y los regiones rurales. Juan Francisca García trató de ampliar la popularidad del merengue en las clases altas. En 1918, publicó el primero arreglo del merengue. En 1922, el merengue fue tocado en un club social. Pero en ambos casos, la población alta rechazó el merengue. En el caso del club, muchas personas salieron porque fueron enojados que la música grosera no debió estar en su lugar elegante. Cuando Trujillo llegó al poder en 1930, el merengue todavía fue de estatua de la clase baja. Trujillo vino de una familia campesina y le encantaba el merengue. Durante todas de las fiestas de sus campañas tenía una orquesta para tocar el merengue. Trujillo trató de forzar la élite a escuchar al merengue, y la élite cobró aversión a Trujillo por su origen pobre, su música grosera y su régimen. Él quiso dar la impresión de que era refinado y culturado y para esto necesitó el apoyo de las clases altas. Para convertir el merengue en música refinada para la élite, ajustó la banda de Luis Albertí (músico respetado por la élite dominicana de ese momento) en 1932 para que tocara merengue, a fin de popularizarlo. Albertí añadió la güira y la tambora a su orquesta de jazz e incluyó el merengue en su colección de canciones, convirtiendo al merengue en el baile nacional de la República Dominicana. La élite aprobó a esta música culturada de Luis Albertí y al merengue.
Trujillo influyó la música entre los años 1930 a 1960 con su poder político. Él fue responsable para el desarrollo de la música dominicana. Fundó orquestas regionales y escuelas donde enseñar el merengue y otra música trujillista. Por otra parte, él rechazó y suprimió la música africana y haitiana, aunque el merengue tenía unos aspectos de los dos. Causó una división entre las dos clases de merengue, el rural y el urbano; por consiguiente, también entre las clases sociales. Si un músico quería ser aceptado en la RD, necesitó escribir canciones de merengue que elogiar a Trujillo y su régimen. Los músicos que escribieron canciones que criticaron Trujillo fueron encarcelados. Todos los vendedores de música necesitaron tener los merengues Trujillistas en su tienda y todas las personas tuvieron que poseer los discos de la música del régimen. Esta época produjo miles de merengues sobre Trujillo y puede concluirse que durante esta época el merengue perdió su voz social y política salvo en algunos contados casos, como el Merengue de "Siña Juanica" y otros de la autoría de Félix López Kemp en los cuales comentaba la realidad social dominicana con versos como "Ay Siña Juanica de por Dios, Siña Juanica, se me muere el niño y no tengo medicina".
Después del asesinato de Trujillo en 1961, el merengue fue abierto políticamente y culturalmente. El merengue continuaba siendo el baile nacional y la población amaba todavía a los músicos del régimen, pero fue prohibido tocar los merengues trujillistas. Después de 1961 las influencias internacionales, que fueron prohibidos durante el reinado de Trujillo, eran responsables de la modernización e internacionalización del merengue. Uno de las personas famosas para la modernización del merengue fue Johnny Ventura con sus influencia del rock and roll estadounidense. Ahora, personas como Juan Luis Guerra escriben merengues radicales con guitarras y teclados eléctricos con corte político que no eran posible durante la dictadura. El merengue, después de la época de Trujillo, es caracterizado por ser rápido y descarado con líricas satíricas. Volvió a ser un método para expresar opiniones sociales y políticas.

## Evolución del merengue

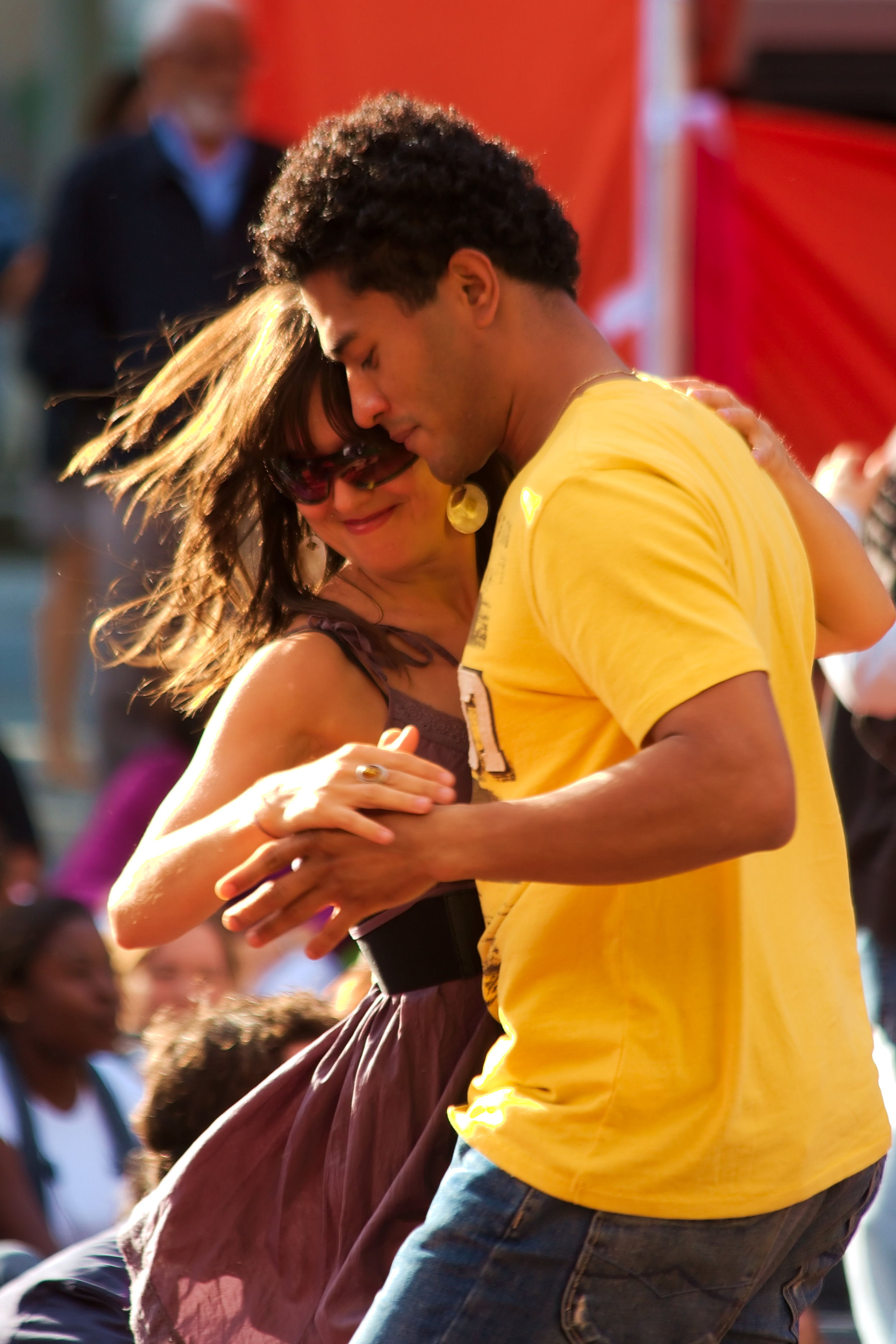
Pareja bailando merengue.

En la década de los 50, el merengue comienza a ser un género organizado, tal y como demandaba la música a nivel internacional. 
Joseíto Mateo hizo su debut en la industria musical en tiempos muy convulsos. Una época difícil en la que todas las libertades públicas estaban limitadas en la República Dominicana. Sin embargo, su carisma natural y su característico estilo a la hora de cantar fueron determinantes para convertirse en una leyenda.
El ‘diablo Mateo’ o ‘El rey del merengue’, son motes con los que se le conoció a su paso por los más importantes escenarios. Inició su vida artística en la era del dictador Rafael Leónidas Trujillo, conectando inmediatamente con el público dominicano que no paraba de bailar sus contagiosos merengues. Lo hizo en el cabaret El Tocón, ubicado a la orilla del río Nigua, en San Cristóbal.
Tiempo después decidió expandir su música a niveles internacionales, en parte por la opresión que se vivía, por lo que se estableció en Cuba, donde perteneció a la “Sonora Matancera” y cantó junto a Celia Cruz. Después del asesinato de Rafael Trujillo el 30 de mayo de 1961 y el fin de su dictadura, Joseíto decidió irse a probar suerte en Puerto Rico.
En 1962, Joseíto participó como vocalista en la primera gira del “Gran Combo” en Panamá, para promocionar el álbum “El Gran Combo con Joseíto Mateo”. Allí conoció a los jóvenes cantantes Pellín Rodríguez y Andy Montañez, quienes terminaron por sustituirlo en la agrupación puertorriqueña. Viajó además por Venezuela, Curazao y Haití, entre otros países de Latinoamérica.
Mateo tuvo que regresar al país a “limpiar su nombre” como dijo en una entrevista de la época. “El Gran Combo estaba muy bien conmigo, me adapté a cantar plena, bomba, guaracha, boleros, pero después me tuve que regresar a Santo Domingo a limpiar mi nombre. Le estaban cayendo atrás a todos los que estuvieron con Trujillo, y en la República decían que yo era un espía y andaba huyendo”, dijo en esa época.
El primero en revolucionar el género fue Johnny Ventura, quien fuera parte de la orquesta de Joseíto Mateo como guirero; con la formación en los inicios de los años 1960 de El Combo Show, impregnando nuevos colores al ritmo y modernizando el género en todos los aspectos. Esto se verifica principalmente con el surgimiento de la orquesta de "Wilfrido Vargas y Los Beduinos", de la mano de su productor Bienvenido Rodríguez. 
Con el nivel profesional del personal humano de la estructura formada por este productor, se pudo popularizar el género entre la juventud latina de la época, que vivía el boom de la Fania All Stars en Nueva York y La Dimensión Latina de Venezuela. Cabe destacar el estelar aporte musical que recibió el género por parte de los armadores musicales del movimiento Beduino: Jorge Taveras, Sony Ovalle, Wilfrido Vargas y Juancho Viloria. Esta estructura, bajo el sello de Karen Records, se convirtió en el laboratorio de lo que sería la Época Dorada del Merengue: Los años 1980. En esta fábrica de talentos se descubrieron los líderes futuros del merengue, ya que tanto Wilfrido como Bienvenido se dedicaron a captar talentos y a construir agrupaciones satélites a Los Beduinos; tal es el caso de Fernando Villalona, Bonny Cepeda y Los Kenton, este último surgido del grupo "Los Hijos del Rey". Es en esta época que el merengue llega a su punto más alto, caracterizado por la aparición de nuevas agrupaciones, sonidos y caracteres que llamaron la atención gracias a sus melodiosas canciones.
Este movimiento se empezó a forjar en toda Quisqueya; al tiempo que se formaba en Santo Domingo Wilfrido Vargas y Los Beduinos, en Puerto Rico, un grupo de jóvenes, liderados por cuatro universitarios, formaron un pequeño grupo conocido como "El Conjunto Quisqueya", el cual tuvo un éxito rotundo por el estilo picaresco de su grupo de cantantes y sus arreglos sumamente modernos para su época.
Mientras República Dominicana veía la "guerra" que se desarrollaba entre dos grandes intérpretes del Merengue como lo eran en ese momento Wilfrido Vargas y Johnny Ventura, surgió un nuevo gigante del género, el maestro Cuco Valoy que venía de hacer en los años 1960 y 70 son montuno, guaracha y luego internacionalizó la salsa dominicana a lugares insospechados. 
La década de los 80 inicia con una efervescencia nacional del merengue, toda la República Dominicana estaba inundada de orquestas de merengue y el movimiento se expandió con fuerza a los residentes dominicanos en Nueva York, donde también se formaron agrupaciones de primera línea que influyeron bastante en el ritmo por sus fusiones con ritmos caribeños tales como La Gran Manzana y The New York Band.
El crecimiento de la orquesta de Cuco Valoy (los virtuosos), presentó a una joven promesa y quien definiría el nuevo camino del merengue y le daría el impulso al bum del género en los mediados de los 80. El Maestro Ramón Orlando Valoy, forjado en el conservatorio, se convirtió en el principal arreglista y compositor del género, así como uno de sus más nobles intérpretes con su Orquesta Internacional, que reunía lo más excelso del ideario musical dominicano.
En esta época de gloria del merengue otros dos arreglistas jóvenes que marcaron la modernización del género: Bonny Cepeda, creativo egresado del conservatorio y Manuel Tejada también con una fuerte preparación académica, dominaron con su estilo toda la época dorada y fueron los productores musicales de las principales orquestas de merengues dominicanas y extranjeras.
También, para esta época de los 80, surgen las orquestas femeninas de merengue, causando un revuelo total en la industria. La cara principal de este auge fueron Belkis Concepción (la pionera) y Las Chicas del Can, alcanzando gran popularidad y dando paso a otras orquestas femeninas tanto a nivel nacional como internacional.
En el último tercio de la década dorada, la base rítmica del merengue sufre un cambio de la mano de Ramón Orlando quien lo simplifica musicalmente (lo bautiza, "merengue a lo maco", siendo popularizado por "Los Hermanos Rosario") y es cuando surge la Coco Band que, con un merengue rítmicamente más rico y de una estructura musical sencilla, logra un auge extraordinario en la juventud dominicana que demandaba un nuevo esquema musical del género, que se había caracterizado por llevar, mediante adaptaciones, baladas populares internacionalmente, a ritmo de merengue. Este nuevo estilo de merengue al estilo Coco Band se caracterizó por presentar una lírica fundamentada en los refranes populares dominicanos, por lo que su expansión externa fue limitada. Paralelamente, y bajo el auspicio o por la influencia de creativos como Jossie Esteban (con su orquesta La Patrulla 15) y Ringo Martínez, surgieron agrupaciones en Puerto Rico que generaron en la isla una fiebre que desplazó en gran medida el merengue dominicano, ya que presentaban un estilo de lírica más comercial e internacional como Caña Brava, Zona Roja, Las Nenas de Ringo y Jossie, Chantelle, Los Sabrosos del Merengue, Manny Manuel y el Grupo Manía; de este último, surgió la figura internacional del género Elvis Crespo.
Algunos de los artistas más destacados del género son: Johnny Ventura, Juan Luis Guerra y 440, Milly, Jocelyn y Los Vecinos, Cuco Valoy, Wilfrido Vargas, Fernando Villalona, Sergio Vargas, Aramís Camilo, Los Hermanos Rosario, Carlos Alfredo, Toño Rosario, Orquesta Internacional, Conjunto Quisqueya, La Gran Manzana, Benny Sadel "El Cacique", Dionis Fernández & El Equipo, El Zafiro, Bonny Cepeda, Pochy Familia & su Coco Band, Eddy Herrera, Los Kenton, Alex Bueno, Aníbal Bravo, Héctor Acosta, José Peña Suazo y La Banda Gorda, Rubby Pérez, Sandy Reyes, Kinito Méndez, Rikarena, Oro Sólido, The New York Band, Limit-21, Sin Fronteras, Klibre, Jossie Esteban & la Patrulla 15, Grupo Manía, Elvis Crespo, La Mákina, Belkis Concepción, Las chicas del Can, Olga Tañón, Miriam Cruz y Milly Quezada, esta última conocida como la reina del Merengue, siendo ellas las mujeres con más proyección internacional de este género a partir de la década de los 90 y principios de 2000.
Por otra parte, pero no menos importante, encontramos también el Merengue House o Merengue Hip-Hop, el cual se inició en la década de los años noventa. Este subgénero nacido a partir del merengue tuvo una gran oleada de fanáticos y seguidores, la mayoría de ellos jóvenes. El merengue hip-hop tuvo como principales protagonistas a las agrupaciones “Ilegales”, “Sandy y Papo” y “Proyecto Uno”, entre otras. Estos nuevos colores musicales fueron introducidos bajo la conceptualización musical de los maestros Víctor Waill y Manuel Tejada, los principales ideólogos de esta evolución que aún se mantiene viva en algunas partes del mundo.
A partir del año 2000 Toño Rosario (anterior líder de la agrupación Hermanos Rosario) protagoniza otro cambio en la estructura rítmica del merengue creando la bases para el nacimiento del merengue de calle, urbano, pakipá o mambo. Esto ocurrió al popularizarse un intro de sus fiestas en vivo llamado Alegría. Esta variante consiste en la simplificación de los acordes y patrones del piano (tumbao), característicos en el merengue tradicional. Con esta simplificación del ritmo, con la expansión de la música digital y de los programas de computación para música, surgen unos exponentes de un merengue electrónico en los barrios marginados de Santo Domingo que aceleraron el ritmo asemejándolo al ritmo de las comparsas del carnaval de los barrios llamado Alibabá. En esta fase lideraron el movimiento dos exponentes de este merengue barrial: Moreno Negrón y Omega. Al final, se destaca principalmente Omega como líder indiscutible. El surgimiento de Omega constituye la expresión más básica y simple de la evolución musical del género, lo que muchos llamarían involución; ya que llevó la lírica a un nivel de expresión violenta y sin filtro, imponiendo un estilo de grabación en vivo, sin los elementos fundamentales de sonido, requeridos para una grabación comercial. Otros que también surgieron durante la época, se mencionan "Amarfis, Juliana O'Neal, Julian Oro Duro, Tulile y El Capitán Ortiz. Esta situación, combinada con la crisis del disco por las quiebras de las casas disqueras con la aparición de la música digital; el auge del género reguetón, el acomodamiento de los líderes tradicionales del ritmo, fue sacando del mercado internacional y del gusto de los jóvenes al merengue. 
Paralelamente, en el último tercio de la década del 2000, en Puerto Rico y Venezuela surgen exponentes jóvenes que apuestan al merengue de letras románticas con fusiones del tipo Meren-house similares a las realizadas por grupos como Ilegales en los 90, Rakin & Ken Y, Chino y Nacho, algunos apoyados en arreglistas dominicanos como Richy Peña. Estos exponentes, que fusionaron el ritmo con géneros urbanos, junto a la constante labor musical de Juan Luis Guerra, mantuvieron el merengue presente en el mercado internacional.
El merengue se logró adaptar a la cultura de otros países como Argentina —donde se fusionó con el cuarteto, creando un subgénero llamado El Merenteto (merengueto o Cuarterengue)—. Hay dos teorías de como este subgénero se creó: algunos apuntan a la introducción de los instrumentos de viento por parte del grupo cuartetero Chébere; la otra se le atribuye al cantante Jean Carlos de origen dominicano, pero la mayoría de los grupos cuarteteros siguen tocándolo ya sea de forma conjunta con cuarteto tradicional como Carlitos "La Mona" Jiménez o Damian Córdoba, o grupos que solo cantan Merenteto o simplemente Merengue como la Banda XXI, siendo populares en Argentina sobre todo en la Provincia de Córdoba. También en Honduras, Colombia, Venezuela y España (especialmente en la Islas Canarias) existen agrupaciones musicales con repertorio de merengue.
Otro país que adoptó el merengue dominicano a su estilo fue Chile, en este país el merengue se comenzó a popularizar a mediados de los años 1980 gracias primero a la visita de Johnny Ventura al festival de Viña del Mar del año 1984 logrando una gran recepción por parte del público, a esto se sumarían las versiones realizadas por la orquesta Pachuco y la Cubanacan de merengues que eran éxito en el extranjero, esta orquesta ralentizó el ritmo para lograr un ritmo más cercano al pueblo chileno, llegó a tal la popularidad de esta banda que en 1986 fueron invitados al Festival de Viña, a fines de dicha década la llegada de éxitos merengueros de Wilfrido Vargas y Juan Luis Guerra consolidan este ritmo en ese país.
En la cuna del Merengue, República Dominicana, actualmente existe un nuevo resurgir del ritmo, de la mano de un exponente joven llamado Alajazá, que ha logrado fusionar el Merengue Urbano, el Merengue Tradicional y el Trap, llamándolo Mamwalli. Esta modalidad consiste en reducir la velocidad del merengue urbano (Popularizado por Omega), enriquecer la participación del piano y el bajo con improvisaciones, incluir un patrón de güira similar el patrón rítmico del Trap, utilizar letras románticas, bien elaboradas y con buena interpretación. Esta variable ha alcanzado fama luego de la adaptación de un trap al merengue: "Mi forma de Ser" del exponente de trap y reguetón Farruko, quien apoyó la versión realizando un remix junto al merenguero. Dicha versión se ha convertido, a la fecha, en el merengue que, en el menor tiempo, ha tenido la mayor difusión a nivel mundial.
Mención aparte merece el tecnomerengue, fusión de merengue con sonidos caribeños y electrónicos creado en Venezuela en la década de los años ochenta y que se popularizó en América Latina en la década de los noventa y aún, en pleno siglo XXI, es muy escuchado en países latinoamericanos. 
Internacionalmente, en la actualidad, el merengue es el ritmo latino que más se fusiona y se adapta a las nuevas tendencias rítmicas juveniles, ya que, usando como patrón el merengue hip hop y el tecnomerengue, ambos subgéneros de los años 90, se le ha impregnado vitalidad y nuevos matices que aseguran su propia vigencia generación tras generación. También está llegando a diferentes países no americanos como España o Japón.
Uno de los países donde más se concentra su popularidad a lado de la salsa y la cumbia es México donde a partir de los años 90s surgen diversas orquestas dedicadas al género, el grupo más representativo es "Merenglass" de Ciudad de México derivada del "boom" de la bachata y merengue dominicano del LP de Juan Luis Guerra y su éxito Rosaliía por el sello español "Discos Ariola' y es música obligada en festejos diversos de la capital Azteca. Paralelamente en diversos países como Ecuador, la "Orquesta Sonora Los Dinámicos" de Guayaquil grabaron diversas fiestas continuadas para el sello Ifesa merengues típicos de República Dominicana en los años 80s de éxito en ese país.[cita requerida]